# Steve Shapiro
Steve Shapiro (Hartford, 1963. április 21. –) amerikai producer, stúdiózenész, dzsessz vibrafonos.

## Pályafutása
A vibrafonos és zeneszerző, Steve Shapiro a pop- és a dzsesszzene legnagyobb sztárjaival működött együtt, köztük Steely Dan, Phil Collins, Whitney Houston, Ornette Coleman, Pat Martino, Regina Belle, Curtis Fuller, Jimmy Heath, Spyro Gyra.

## Lemezek

### Szólólemezek
- Xylophobia (2002)
- Low Standards (2005)
- Backward Compatible (2008)
- Vibe Out (2013)
- Solomental (2015)

### Együttessel
- Steely Dan, Two Against Nature
- SpyroGyra, Rites of Summer
- Various Artists, Mickey Mouse Clubhouse
- Joe Pesci, Vincent LaGuardia Gambini Sings
- Various Artists, Preacher's Wife Soundtrack
- Various Artists, Chicken Little Soundtrack
- Dave Samuels, Living Colors
- Dave Valentin, Musical Portraits
- Regina Belle, Special Part of Me
- Chris Walker, First Time
- Dave Valentin, Red Sun
- Chris Walker, Sincerely Yours
- Kiku Collins, Here With Me
- Mary Gatchell, Indigo Rose
- Rebecca Sayre, New Girl
- Marica Hiraga, Mona Lisa